# Symblepharis guizhouensis
Symblepharis guizhouensis là một loài rêu trong họ Dicranaceae. Loài này được B.C. Tan, Q.W. Lin, Crosby & P.C. Wu mô tả khoa học đầu tiên năm 1994.